# Canton de Grandpré
Pour les articles homonymes, voir Grandpré (homonymie).
Le canton de Grandpré est une ancienne division administrative française située dans le département des Ardennes et la région Champagne-Ardenne.

## Géographie
Ce canton était organisé autour de Grandpré dans l'arrondissement de Vouziers. Son altitude moyenne était de 150 m.

## Représentation

### conseillers généraux
| Période | Période          | Identité                     | Étiquette              | Qualité |
| ------- | ---------------- | ---------------------------- | ---------------------- | --- |
| 1833    | 1852             | Charles Louis Benoît Coche   |                        | Ancien avoué à la Cour royale de Paris puis receveur des Finances à Nogent-le-Rotrou Propriétaire à Vouziers                 |
| 1852    | 1867             | Louis de Boullenois de Senuc |                        | Garde du corps de Charles X Président du comice agricole de Vouziers Maire de Senuc (1848-1871 et 1874-1879)                 |
| 1867    | 1870             | Adolphe Dreyfus              |                        | Maître de forges à Apremont                                                                                                  |
| 1871    | 1892 (décès)     | Louis Péronne                | Républicain            | Notaire à Grandpré Maire de Grandpré puis de Vouziers Député (1877-1881) Sénateur (1882-1892)                                |
| 1892    | 1893 (démission) | Edmé Bourgoin                | Républicain            | Professeur à l'Ecole supérieure de pharmacie Député (1893-1897)                                                              |
| 1894    | 1901 (décès)     | Marc de La Pérelle           | Républicain            | Industriel, propriétaire à Olizy-Primat                                                                                      |
| 1901    | 1922             | Eugène Plontz                | Rad.                   | Médecin aide-major de 1re classe au 79e régiment d'infanterie Conseiller municipal de Grandpré                               |
| 1922    | 1928             | Albert Levasseur             |                        | Cultivateur - Maire de Fléville                                                                                              |
| 1928    | 1940             | Achille Lahaye               | Rad.ind.               | Entrepreneur - Maire de Chatel-Chéhéry                                                                                       |
|         |                  |                              |                        | |
| 1945    | 1950 (décès)     | Nestor Valiadis (1886-1950)  | Rad.                   | Docteur en médecine Maire de Grandpré, ancien conseiller d'arrondissement                                                    |
| 1950    | 1970             | Guy Desson                   | SFIO puis PSU puis DVG | Professeur de lettres, journaliste Chef de cabinet ministériel Député (1947-1958 et 1967-1968) Maire de Grandpré (1953-1969) |
| 1970    | 1996 (décès)     | Jacques Sourdille            | UDR puis RPR           | Professeur de médecine Sénateur (1989-1996) Député (1968-1988) Secrétaire d'État Président du Conseil Régional (1974-1981)   |
| 1996    | 2011             | Jean-Luc Warsmann            | UMP                    | Député-Maire de Douzy Président de la Communauté de communes des Trois Cantons                                               |
| 2011    | 2015             | Dominique Arnould            | UMP                    | Propriétaire de chambres d'hôtes Conseillère municipale de Grandpré Elue en 2015 dans le nouveau Canton d'Attigny            |

### Conseillers d'arrondissement
| Période | Période          | Identité                                        | Étiquette | Qualité |
| ------- | ---------------- | ----------------------------------------------- | --------- | --- |
| 1833    | 1836 (démission) | M. Pelletier                                    |           | Propriétaire à Marcq                                                                                         |
| 1836    | 1845             | Jean-Louis Miroy                                |           | Juge de paix à Grandpré                                                                                      |
| 1845    | 1852             | Adolphe de Boullenois de Senuc (1808-1879)      |           | Ancien officier, propriétaire à Senuc                                                                        |
| 1852    | 1857             | Jean-Baptiste Nicolas Boblique                  |           | Maire de Grandpré                                                                                            |
| 1857    | 1867             | Charles Marie Edouard de Coudenhove (1800-1872) |           | Maire de Fléville                                                                                            |
| 1867    | 1870             | M. Guérin                                       |           | Docteur en médecine, adjoint au maire de Grandpré                                                            |
| 1870    | 1879             | Claude Antoine Célestin Chenet                  |           | Docteur en médecine à Chatel                                                                                 |
| 1879    | 1885             | Aimé Joseph Desailly (1817-1889)                |           | Industriel à Grandpré                                                                                        |
| 1885    | 1898 (démission) | Camille Desons                                  |           | Notaire, adjoint au maire, puis maire de Grandpré                                                            |
| 1898    | 1902             | Eugène Plontz                                   | Rad.      | Conseiller municipal de Grandpré                                                                             |
| 1902    | 1922             | Albert Levasseur                                |           | Cultivateur, maire de Fléville Président du Conseil d'arrondissement                                         |
| 1922    | 1925             | Jean de Pouilly                                 |           | Propriétaire, maire de Cornay                                                                                |
| 1925    | 1928             | Achille Lahaye                                  | Rad.ind.  | Entrepreneur, conseiller municipal de Chatel-Chéhéry                                                         |
| 1928    | 1931             | Henri Maquet                                    |           | Docteur en médecine, conseiller municipal de Grandpré                                                        |
| 1931    | 1940             | Nestor Valiadis                                 | Radical   | Docteur en médecine, conseiller municipal de Grandpré                                                        |
| 1940    |                  |                                                 |           | Les conseils d'arrondissement ont été suspendus par la loi du 12 octobre 1940 et n'ont jamais été réactivés. |

## Composition
Le canton de Grandpré regroupait dix-huit communes et comptait 2 095 habitants (recensement de 1999 sans doubles comptes).
| Nom                   | Code Insee | Intercommunalité           | Population (dernière pop. légale) |
| --------------------- | ---------- | -------------------------- | --------------------------------- |
| Grandpré (chef-lieu)  | 08198      | CC de l'Argonne Ardennaise | 583 (2014)                        |
| Apremont              | 08017      | CC de l'Argonne Ardennaise | 124 (2014)                        |
| Beffu-et-le-Morthomme | 08056      | CC de l'Argonne Ardennaise | 55 (2014)                         |
| Champigneulle         | 08098      | CC de l'Argonne Ardennaise | 63 (2014)                         |
| Chatel-Chéhéry        | 08109      | CC de l'Argonne Ardennaise | 152 (2014)                        |
| Chevières             | 08120      | CC de l'Argonne Ardennaise | 48 (2014)                         |
| Cornay                | 08131      | CC de l'Argonne Ardennaise | 65 (2014)                         |
| Exermont              | 08161      | CC de l'Argonne Ardennaise | 42 (2014)                         |
| Fléville              | 08171      | CC de l'Argonne Ardennaise | 102 (2014)                        |
| Grandham              | 08197      | CC de l'Argonne Ardennaise | 47 (2014)                         |
| Lançon                | 08245      | CC de l'Argonne Ardennaise | 34 (2014)                         |
| Marcq                 | 08274      | CC de l'Argonne Ardennaise | 101 (2014)                        |
| Mouron                | 08310      | CC de l'Argonne Ardennaise | 83 (2014)                         |
| Olizy-Primat          | 08333      | CC de l'Argonne Ardennaise | 221 (2014)                        |
| Saint-Juvin           | 08383      | CC de l'Argonne Ardennaise | 109 (2014)                        |
| Senuc                 | 08412      | CC de l'Argonne Ardennaise | 153 (2014)                        |
| Sommerance            | 08425      | CC de l'Argonne Ardennaise | 40 (2014)                         |
| Termes                | 08441      | CC de l'Argonne Ardennaise | 140 (2013)                        |

## Démographie
| 1962  | 1968  | 1975  | 1982  | 1990  | 1999  | 2006  | 2011  | 2012  |
| ----- | ----- | ----- | ----- | ----- | ----- | ----- | ----- | ----- |
| 3 301 | 3 013 | 2 561 | 2 350 | 2 165 | 2 095 | 2 132 | 2 089 | 2 069 |